# 테미공원
테미공원은 대전광역시의 공원이다. 일반시민의 출입이 통제돼 오다가 1995년에 개방됐다. 그 이전까지는 1955년부터 음용수 보안시설로 지정돼어 일반인의 출입이 금지됐었다.